# Lara Della Mea
Lara Della Mea (* 10. Januar 1999 in Tarvis, Friaul-Julisch Venetien) ist eine italienische Skirennläuferin. Sie ist auf die technischen Disziplinen Slalom und Riesenslalom spezialisiert.

## Biografie
Lara Della Mea stammt aus der Fraktion Camporosso der Gemeinde Tarvis im Friaul und startet für den Sportverein der Esercito Italiano. Bereits in frühester Jugend gewann sie im Rahmen von Kinderrennen einige wichtige italienische Titel sowie die internationale Trofeo Topolino.
Im Alter von 16 Jahren bestritt sie ihre ersten FIS-Rennen auf der Diavolezza. Im Januar 2016 debütierte sie im Europacup und erreichte im Dezember desselben Jahres im Parallelslalom am Kronplatz ihr erstes Top-10-Resultat. Zwei Monate später nahm sie am Europäischen Olympischen Winter-Jugendfestival in Erzurum teil und gewann im Slalom die Bronzemedaille. Im Riesenslalom belegte sie Rang sieben. Ihre ersten Juniorenweltmeisterschaften im März 2017 in Åre schloss sie mit Rang zehn im Riesenslalom ab. Die folgende Europacup-Saison verlief durchwachsen und auch bei den Juniorenweltmeisterschaften in Davos konnte sie mit den Plätzen 24 in Super-G und Riesenslalom sowie 28 in der Kombination nicht überzeugen.
Am 27. Oktober 2018 gab sie im Riesenslalom von Sölden ihr Weltcup-Debüt. Nachdem ihr im Europacup eine deutliche Steigerung geglückt und sie mit Rang drei in Trysil erstmals auf dem Podest gestanden war, errang sie in ihrem fünften Weltcup-Rennen, dem Slalom am Semmering mit Rang 16 die ersten Punkte. Bei den Weltmeisterschaften im Februar 2019 in Åre gewann sie mit der italienischen Mannschaft die Bronzemedaille. Im Europacup entschied sie mit drei zweiten Rängen die Slalomwertung für sich.
Bei den Weltmeisterschaften 2025 in Saalbach wurde sie am 4. Februar 2025 gemeinsam mit Giorgia Collomb, Filippo Della Vite und Alex Vinatzer Weltmeisterin im Mannschaftswettbewerb.

## Erfolge

### Weltmeisterschaften
- Åre 2019: 3. Mannschaftswettbewerb
- Cortina d’Ampezzo 2021: 8. Mannschaftswettbewerb
- Méribel 2023: 8. Mannschaftswettbewerb, 8. Slalom
- Saalbach-Hinterglemm 2025: 1. Mannschaftswettbewerb, 13. Slalom

### Weltcup
- 5 Platzierungen unter den besten 20

### Weltcupwertungen
| Saison  | Gesamt | Gesamt | Riesenslalom | Riesenslalom | Slalom | Slalom |
| Saison  | Platz  | Punkte | Platz        | Punkte       | Platz  | Punkte |
| ------- | ------ | ------ | ------------ | ------------ | ------ | ------ |
| 2018/19 | 90.    | 32     | –            | –            | 41.    | 32     |
| 2019/20 | 105.   | 14     | –            | –            | 42.    | 14     |
| 2022/23 | 90.    | 24     | –            | –            | 37.    | 24     |
| 2022/23 | 81.    | 44     | 49.          | 7            | 40.    | 37     |

### Europacup
- Saison 2018/19: 10. Gesamtwertung, 1. Slalomwertung
- Saison 2019/20: 9. Slalomwertung
- Saison 2020/21: 2. Slalomwertung
- Saison 2021/22: 8. Gesamtwertung, 4. Slalomwertung
- Saison 2023/24: 10. Gesamtwertung, 3. Riesenslalomwertung
- 15 Podestplätze, davon 2 Siege:

| Datum             | Ort       | Land       | Disziplin |
| ----------------- | --------- | ---------- | --------- |
| 12. Dezember 2020 | Ahrntal   | Italien    | Slalom    |
| 10. Dezember 2023 | Mayrhofen | Österreich | Slalom    |

### Juniorenweltmeisterschaften
- Åre 2017: 10. Riesenslalom
- Davos 2018: 24. Super-G, 24. Riesenslalom, 28. Kombination
- Fassatal 2019: 5. Slalom, 38. Riesenslalom

### Weitere Erfolge
- Bronze beim Europäischen Olympischen Winter-Jugendfestival 2017 im Slalom
- 4 Siege in FIS-Rennen